# Alpaida machala
Alpaida machala (Levi, 1988) è un ragno appartenente alla famiglia Araneidae.

## Etimologia
Il nome della specie deriva dalla località ecuadoregna di rinvenimento degli esemplari: la cittadina di Machala

## Caratteristiche
L'esemplare femminile rinvenuto ha dimensioni: cefalotorace lungo 1,5 mm, largo 1,3 mm; il primo femore misura 1,9 mm e la patella e la tibia circa 2,1 mm.

## Distribuzione
La specie è stata rinvenuta nell'Ecuador occidentale: in località Buenavista, 20 km a sudest della città di Machala, capoluogo della Provincia di El Oro.

## Tassonomia
Al 2015 non sono note sottospecie e dal 1988 non sono stati esaminati nuovi esemplari.